# TFI (시험)
TFI(Test de français international)는 외국인들을 위한 프랑스어 시험이다. ETS가 주최한다.

## TFI 시험 형식
- 표준화되어 있다
- 객관식이다
- 듣기와 읽기의 두 부분으로 나뉜 180개의 질문이 포함되어 있다.
- 6개 부분으로 구성되어 있다(구체적인 지침은 프랑스어로 제공됨).
- 약 2시간 30분 정도 소요된다. (행정절차 시간 포함)
- 단일 연속 척도로 프랑스어 능력을 측정한다.